# Vladimír Kalus
Vladimír Kalus (15. ledna 1930 Praha – 6. listopadu 1987 Brno) byl český evangelický farář pronásledovaný komunistickým režimem.

## Život
Vladimír Kalus studoval gymnázium v Benešově a pod vlivem místního evangelického faráře Josefa M. Štrupla se rozhodl studovat teologii. V roce 1948 nastoupil na Husovu československou evangelickou fakultu bohosloveckou, kterou dokončil v roce 1952. Kalusovým vzorem byl Albert Schweitzer, francouzský protestantský misionář, který založil nemocnici v dnešním Gabonu. Kalus se připravoval na misionářskou práci v Indonésii, chodil i na přednášky z medicíny. V poúnorové atmosféře ale byla cesta znemožněna. Nastoupil jako vikář ve sboru v Chrástu u Plzně, ordinován byl synodním seniorem Viktorem Hájkem 2. listopadu 1952 v Mnichovicích. Za jeho působení v Chrástu byl postaven sborový dům. Výrazně se zapojoval v práci s dětmi a mládeží, byl jeden z organizátorů evangelických (lesních) brigád. Od roku 1956 působil v Chrástu jako farář. Spolu s kolegy ze Západočeského seniorátu Jakubem Schwarzem Trojanem, Jiřím Veberem a Miroslavem Rodrem vytvořil čtveřici farářů Tro-Ka-Ve-Ro, které pojilo velké přátelství a působili i jako pěvecký kvartet.

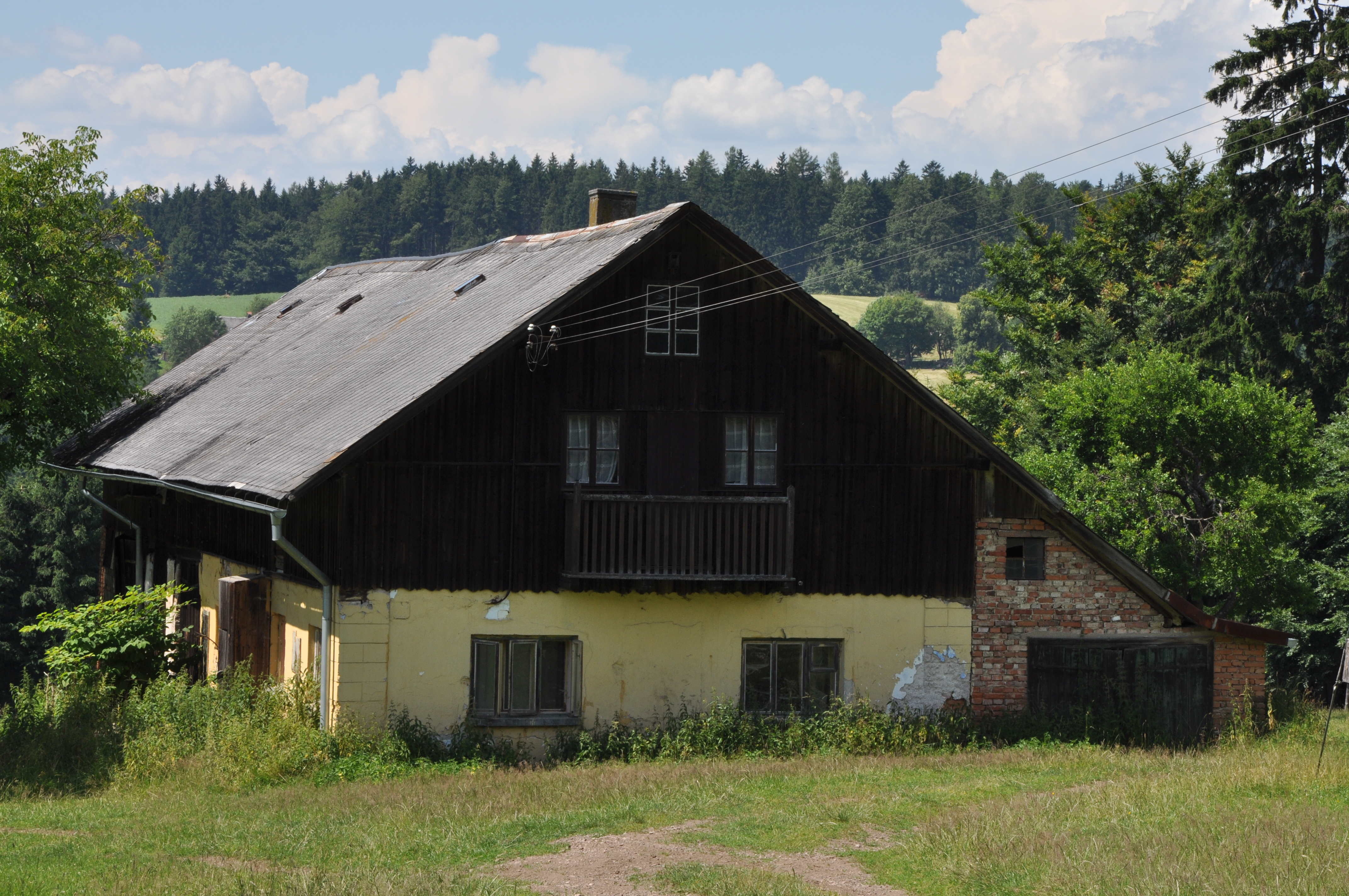
Hájovna Vidlice – místo největšího rozkvětu lesních brigád organizovaných Vladimírem Kalusem.

V roce 1959 nastoupil do služby ve sboru v Miroslavi. I zde vynaložil svou energii do budování nových modliteben – v kazatelské stanici v Litobratřicích sbor v roce 1967 rekonstruoval malý domek, ve kterém zřídil modlitebnu, a v Moravském Krumlově postavil také v roce 1967 malý kostelík. Do miroslavského kostela byly roku 1963 pořízeny nové varhany, v roce 1972 byla upravena přístavba kostela. Od roku 1960 vedl evangelické lesní brigády v lesích u Kunvaldu, které se konají každoročně dodnes (2024). V dobách největšího rozkvětu pod Kalusovým vedením se brigády konaly v hájovně „Vidlice“ poblíž Zaječin. V druhé půlce sedmdesátých let převzal vedení brigád jeho syn Pavel, Vladimír Kalus byl i nadále považován za „otce zakladatele“. V Miroslavi také inicioval založení skautského oddílu. Navázal kontakty s evangelickými faráři ve Východním Německu, z evangelických sborů ve Frankfurtu nad Odrou a Saské Kamenici jezdila mládež také na lesní brigády ke Kunvaldu.
Na podzim 1972 byl Vladimíru Kalusovi odebrán státní souhlas k výkonu duchovenské činnosti. Protestoval proti tomu sbor v Prosetíně, konvent Horáckého seniorátu, Brněnský i Moravskoslezský seniorát a další. V protestních dopisech se píše i o Miloši Rejchrtovi, evangelickém faráři, který ztratil státní souhlas ke stejnému datu jako Kalus. Ve vlně protestů vyčnívá dopis kurátora miroslavského sboru Jana Doubravy tajemníku Ústředního výboru KSČ Janu Fojtíkovi. Vladimír Kalus nicméně musel opustit farářské povolání a trvalo několik měsíců, než našel práci. Nakonec se živil jako řidič Plynostavu v Brně. Dle rozhodnutí staršovstva sboru ale sbor nového faráře nehledal, Kalusovi mohli dále bydlet na faře a práce ve sboru se ujala žena Vladimíra Kaluse, vikářka Jana Kalusová (roz. Kabeláčová, 1930–2020). Kalus se angažoval v dovozu literatury ze zahraničí (Bible, zpěvníky a další materiály pašované z Holandska) a distribuci po církvi. V srpnu 1975 poprvé zorganizoval miroslavský sborový pobyt v táboře na Blažkově, tato tradice trvá do současnosti. Miroslavský sbor opakovaně žádal o obnovení státního souhlasu, nakonec bylo Vladimíru Kalusovi povoleno vrátit se do služby od ledna 1986 ve sboru v Brně-Židenicích.
Na podzim roku 1987 byl ale Kalus vážně poraněn při autonehodě v Brně, kdy do jeho auta narazila Avia A21 Furgon. Měl zlámaná žebra a roztříštěnou nohu, ale zranění smrtelné nebylo. Při cestě na operační sál ale náhle vznikla embolie a Vladimír Kalus 6. listopadu 1987 zemřel. Vzhledem k tomu, že druhý účastník nehody byl pracovník policie, vzniklo podezření, že šlo o pokus Státní bezpečnosti odstranit nepohodlného faráře. Miloš Rejchrt se domnívá, že StB třeba chtěla Kaluse postrašit. Vladimírův syn Pavel se pozastavoval nad tím, že v protokolu z autonehody se nejvíce fotografií týkalo toho, jaké knihy a zpěvníky s sebou Kalus zrovna vezl. Nicméně po sametové revoluci zkoumal tento případ Úřad dokumentace a vyšetřování zločinů komunismu dvakrát a v obou případech došel k tomu, že nejsou žádné důkazy o angažmá StB v dopravní nehodě.

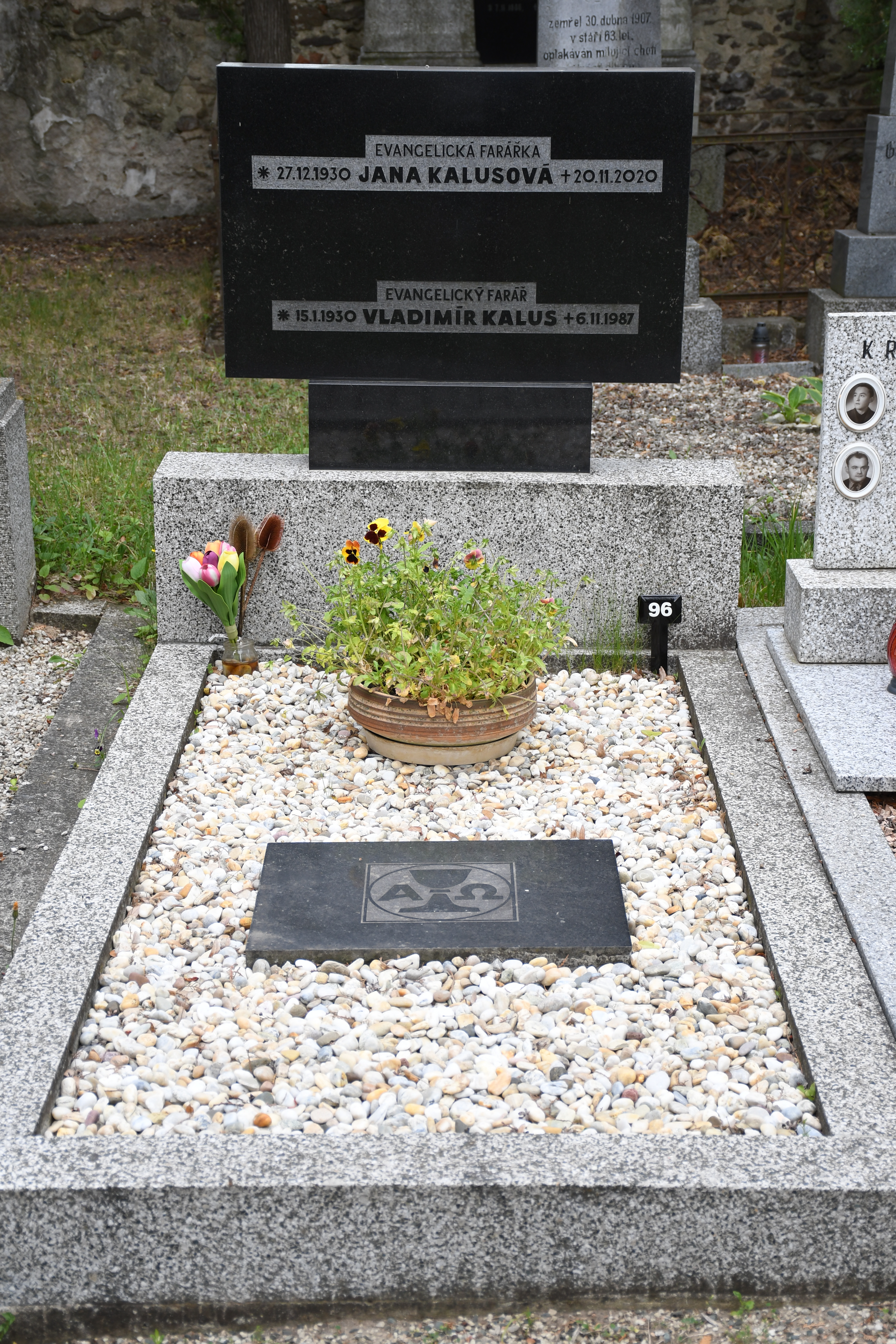
Hrob Vladimíra a Jany Kalusových, evangelický hřbitov Miroslav.

Vladimír Kalus je pohřben na evangelickém hřbitově v Miroslavi. Jeho syn Pavel Kalus (1958–2023) byl také evangelickým farářem.

## Církevní služba v datech
- od 16. října 1952 vikář v Chrástu u Plzně
- 5. února 1956 – 30. září 1959 farář v Chrástu u Plzně
- 1. října 1959 – 31. října 1972 farář v Miroslavi (miroslavským sborem považován za faráře sboru až do roku 1985)
- od 1. listopadu 1972 bez státního souhlasu
- 1. ledna 1986 – 6. listopadu 1987 farář v Brně-Židenicích[8]